# 町田直希
町田 直希（まちだ なおき、1988年3月16日 - ）は、地方競馬の川崎競馬場・神奈川県騎手会所属の騎手である。地方競馬教養センター騎手課程第81期生。

## 来歴
1988年に地方公務員の父と会社員の母の間に次男として生まれた。競馬好きだった祖父の自宅へ出かけた際に共に見た中央競馬中継によって騎手を志したが、中学進学後は野球部で右翼手としてプレーした。高校受験を控えた中学3年生のある日、身体が小さいことから再び騎手を目指し教師に相談したものの、地方競馬教養センターの資料を入手してくれたのは両親だった。教養センター卒業直前に所属先を決める際、出身地である宇都宮競馬場を志したが、ちょうど廃止の話が出ていたことで断念、その際に模擬レースを見て指導を受けた佐々木竹見から佐々木自身も所属していた川崎競馬場を勧められ、所属調教師の田邊陽一の妻が遠い親戚だったこともあって川崎所属を希望した。
勝負服の柄は、町田の目標である今野忠成の色違いである胴青・袖白青二本輪を希望していたが、町田を受け入れた秋山重美の「鶴の一声」で黄色一色になった。この黄色には「（町田には）注意しろ」という意味が込められている（秋山は本当は赤一色にしたかったらしいが、佐々木が攻め馬の時に着ていた赤無地のジャンパーを見て印象深い騎手にしたかったことや、既に同じ川崎競馬場の山崎誠士が赤一色の勝負服で登録していたため黄色にしたという）。
2005年3月31日付けで地方競馬騎手免許を取得。同年4月18日川崎競馬第6競走シダグレースで初騎乗（10頭立て7番人気9着）。翌4月19日川崎競馬第8競走陽炎特別（C1二組）スフィーダで初勝利（13頭立て6番人気）。
デビュー当初から活躍し、1年目には31勝を挙げ連対率も2割を超えた。同年には日本プロスポーツ大賞新人賞・NARグランプリ優秀新人騎手賞などを受賞した。同年12月には東京2歳優駿牝馬での騎乗を可能にするため、秋山と協議の上で減量騎手解除申請をした。申請は受理され、騎乗が可能となった同レースではアーペレーヌで2着（16頭立て5番人気）となった。
2006年3月20日第20回全日本新人王争覇戦出場（12人中8位）。同年東京ダービーをビービートルネードで優勝（16頭立て12番人気）し、重賞初制覇が東京ダービーという快挙を達成、18歳にしてダービージョッキーとなる。18歳での東京ダービー制覇は大和田五郎の19歳を更新する史上最年少記録であった。
2007年12月6日第9回船橋競馬4日目第8競走柊特別（3歳249万円以上301万円以下）をミヤビツヨシオーで優勝（14頭立て3番人気）し、1560戦目で地方競馬通算100勝を達成。
2009年4月29日第1回浦和競馬第3日目第5競走C3六組・七組条件戦をシベチャリレンジャで優勝（12頭立て7番人気）し、3187戦目で地方競馬通算200勝を達成。
2010年4月29日第1回浦和競馬第4日目第1競走3歳条件戦（51万円以上104万円未満）をアヤカチャンで優勝（10頭立て4番人気）し、4596戦目で地方競馬通算300勝を達成。
2011年5月24日第4回大井競馬第2日目第10競走のパドックにて落馬負傷し、当該競走を含む残りの騎乗予定は全て乗り替わりとなった。4ヶ月の療養を経て、同年9月20日の第6回船橋競馬第1日目第3競走にて復帰を果たした。
2013年7月19日第3回浦和競馬第2日目第6競走C3一組～三組条件戦をギルトブロンズで優勝（12頭立て2番人気）し、7874戦目で地方競馬通算500勝を達成。
秋山重美の調教師引退にともない、2017年10月1日付けで神奈川県騎手会所属となった。

## 主な騎乗馬
- ビービートルネード（2006年 東京ダービー、戸塚記念、2007年報知オールスターカップ）
- アグネスターフ（2007年東京プリンセス賞）
- マダムルコント（2007年東京2歳優駿牝馬、ローレル賞）
- ゲンキチホマレ（2008年ニューイヤーカップ）
- タカヒロチャーム（2009年ロジータ記念）
- コスモヴァシュラン（2009年・2010年せきれい賞、2010年OROカップ）
- ツルオカオウジ（2010年黒潮盃）
- サトノタイガー（2014年川崎マイラーズ）
- トキノパイレーツ（2019年スパーキングサマーカップ）
- ストロングハート（2020年しらさぎ賞）
- アールロッソ（2022年しらさぎ賞）
- ベアバッキューン（2024年若武者賞、鎌倉記念、2025年若潮スプリント）
- ミーヴァトン（2025年クラウンカップ）
- ベルグラシアス（2025年東京プリンセス賞）